# Toyota Platz
La Toyota Platz (giapponese:トヨタ ・ プラッツ, Toyota Purattsu) è una autovettura prodotta dalla casa automobilistica giapponese Toyota dal 1999
al 2005. 
Veniva esportata negli Stati Uniti come Toyota Echo, dove presentava una sezione frontale dal design modificato e specchietti esterni diversi.
Il nome "Platz" in tedesco significa "spazio". La vettura è stata introdotta nel 1999 come berlina a 2 volumi a quattro porte 
sul mercato internazionale, con una versione coupé esclusiva per il Nord America introdotta nel 2000. 
In Cina la Platz è stata commercializzata come Xiali dal dicembre 2000 al marzo 2004. L'auto è stata poi leggermente ridisegnata e ribattezzata Xiali Vela, venduta dal marzo 2004 a 2012.